# 高野賴子
高野賴子（日语：たかの よりこ、1984年5月13日—）、藝名，日本女性創作歌手，EMI Music Japan、Virgin Music・PURE MUSIC所属、所属事務所為渡边娱乐。她是栃木县宇都宫市出身、成長於東京都大田區。

## 作品列表

### 单曲
1. （2005年3月30日发售）
2. Break the Cocoon（2005年7月21日发售）
3. （2005年11月2日发售）
4. （2006年1月18日发售）
5. （2007年11月14日发售）

### 专辑
时期
1. Aizenaha（2002年3月29日发售、2002年7月24日再次发售）
2. gap（2002年11月29日发售）

时期
1. Cocoon（2005年1月26日发售）
2. second VERSE（2006年2月16日发售）
3. （2008年1月16日发售）
4. 記憶（2009年6月17日发售）
5. （2010年6月5日发售）
6. （2010年12月1日发售）
7. My Soul（2012年2月15日发售）
8. （2013年3月6日发售）

### 限定发布单曲
1. （2007年8月15日开始发布）
2. （2007年9月19日开始发布）
3. （2007年10月17日开始发布）
4. （2007年11月21日开始发布）
5. （2007年12月19日开始发布）
6. （2011年8月2日开始发布）
7. WAKE UP～Yorista Version～（2011年9月开始发布）
8. Change my life～Yorista Version～（2011年10月开始发布）
9. （2011年11月开始发布）

### 参加作品
1. （2002年11月20日发售）
担任和声歌手
2. 青田屋1号（2003年7月23日发售）
收录M-2、M-9「Plume Radio」
3. 青田屋2号（2003年11月19日发售）
收录M-10
4. 青田屋3号（2004年8月11日发售）
收录M-10「Happy Birthday To You」
5. Venus Japan for Your Departure（2005年3月30日）
收录M-11
6. BLACK CAT Original Sound Track Nikukyu（2006年3月15日发售）
收录M-22
7. 39(THANK YOU)（2006年6月7日发售）
收录M-7「second Birthday」

### 书籍

#### 小説
- 小笠原路子&高野赖子：（2002年7月2日初版发行、扶桑社・、ISBN 978-4594036195）
  - 8cmCD付

#### Piano Score
- Aizenaha（2002年10月28日、Yamaha Music Media）
- gap（2002年12月6日、Yamaha Music Media）
- 「Aizenaha」+「gap」Selection（2003年1月10日、SHINKO MUSIC ENTERTAINMENT）
- Cocoon（2005年2月25日、Yamaha Music Media）

#### 其他
- TEHON vol.3『Cocoon』（2005年3月）

### 未发表曲目
- （LF+R披露）
- （LF+R披露）
- One & Only（LF+R披露）
- MY WAY（LF+R披露）
- （LF+R披露）
- （LF+R披露）
- （LF+R披露）
- smiller（LF+R披露）
- GO AHEAD（2003年、2004年等披露）
- ふたり（KOKIAとの共作、2003年、2006年『 vol.4』等披露）
- THANK YOU（可于官方网站试听）

## 外部連結
- http://www.yorico.jp/ （页面存档备份，存于）
- 高野賴子的MySpace主頁